# Léonce Escalaïs
Léon Escalaïs, född Léonce-Antoine Escalaïs, föddes 8 augusti 1859 i Cuxac-d'Aude, avled 8 november 1940 i Paris. Han var en fransk operasångare och tenor. Han är särskilt känd för sina tolkningar av franska och italienska hjälteroller.